# Roewe W5
Roewe W5 es un SUV producido por Roewe bajo la firma china SAIC Motor producido desde el año 2011. Este coche está basado en el SsangYong Kyron y solo se vende en China. Posee una versión de motor de 1.8 L 4-cilindros turbo con 119 kW (162 PS; 160 bhp) como también hay en el Roewe 350 y en el Roewe 750 y es posible que haya una versión a cuatro ruedas de 3.2 L 6-cilindros produciendo 215 kW (292 PS; 288 bhp). El modelo tiene una distancia entre ejes de 2.740 mm, una longitud de 4.676 mm, una anchura de 1.888 mm y una altura de 1.765 mm.